# Могольская кухня
Могольская (Муглайская) кухня — северо-западная индо-мусульманская кухня, сформировавшаяся в эпоху Империи Великих Моголов. В Индии прославилась как придворная кухня.
Основана на мусульманских традициях. Большинство названий заимствовано из фарси — языка империи.
Кухня представлена в северной Индии (особенно Уттар-Прадеш и Дели), в Пакистане и индийских городах Хайдарабад и Бхопал.
На кухню оказала сильное влияние кухня Центральной Азии, откуда происходили тюрко-монгольские правители, и оказала сильное влияние на кухню Индии, Пакистана и Бангладеш.

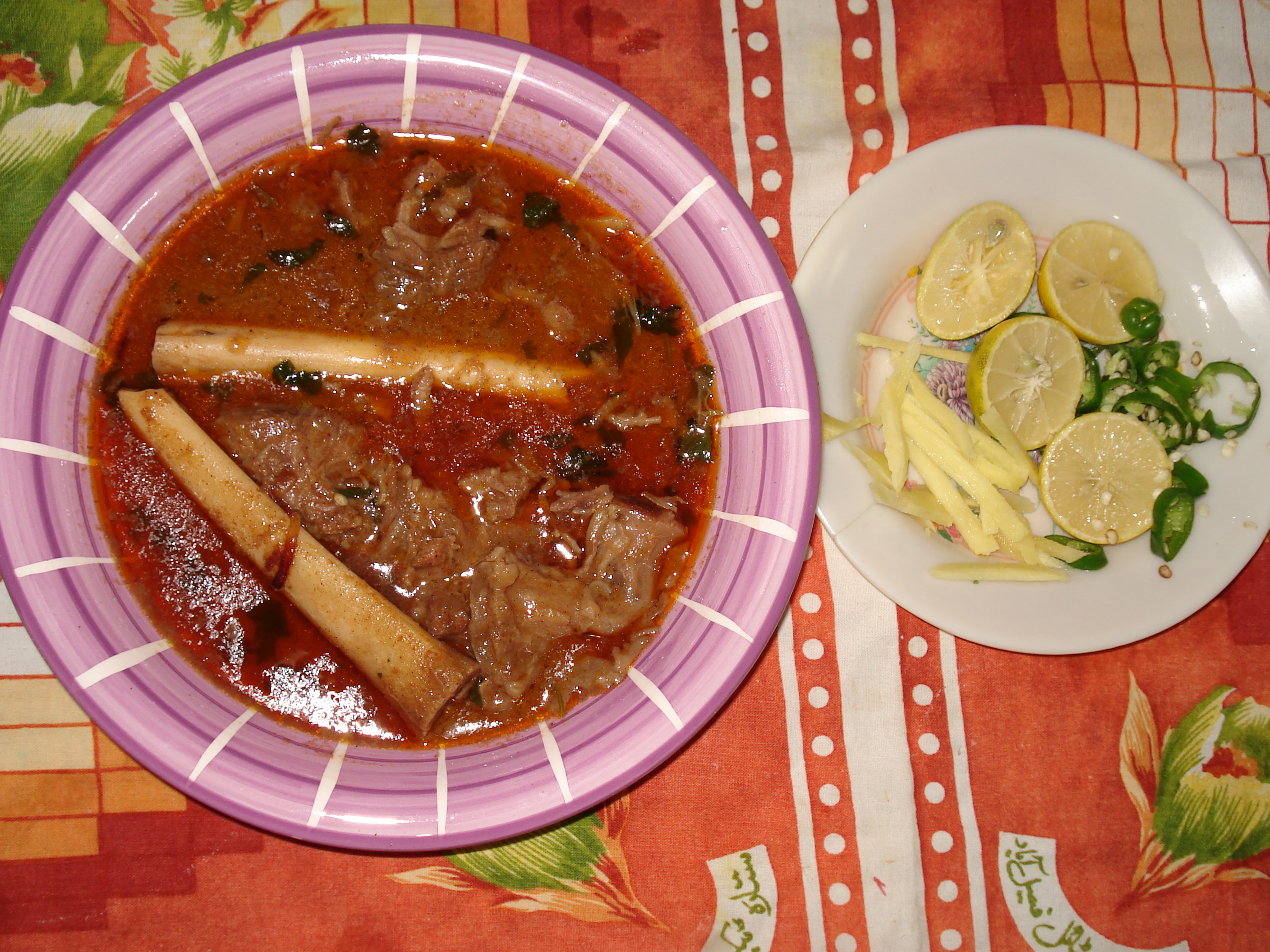
Нихари

## Блюда
Вкус варьируется от умеренного до острого, и имеет характерный аромат. Кухня империи Великих Моголов содержит большое количество добавок и закусок.
Большинство блюд муглайской кухни вегетарианские. В отличие от многих индийских блюд, в кухне муглай обычно используется не топленое масло гхи, а обычное сливочное масло.
Основной продукт могольской кухни — рис, как и в кухнях многих регионов Индии. Кроме того, для неё характерны молочные десерты, приготовленные с шафраном.
Содержит традиционные для восточной кухни наименования, такие как: люля-кебаб, шурпа, плов, лаваш, халва и айран. Своеобразием кухни муглай является замена баранины на курицу (особенно знаменит цыпленок тандури, приготовляемый в тандыре), а также обилие типично индийских специй.
Характерные вегетарианские блюда:
- Шахи Каджу Алу (Shahi Kaju Aloo) — блюдо из картофеля, тушёного с луком, кешью и специями в дахи (простокваше).
- Дал Шорба (Dal Shorba) — острая похлёбка из машур-дала (разновидность чечевицы), лука, чеснока и томатов (см. Дал).
- Метхи Пулао (Methi Pulao) — острое блюдо из риса, листьев метхи (пажитник или шамбала), панира (прессованный творог высокой жирности), чечевицы и ароматных специй.
- Муглаи Алу (Mughlai Alu) — картофель тушёный со специями в дахи.
- Тандури Роти (Tandoori Roti) — хлебцы круглой формы с хрустящей корочкой, выпекаемые в тандуре.
- Фалуда (Faluda) — десерт, приготовленный из розового сиропа, вермишели и тапиоки с добавлением молока или воды.

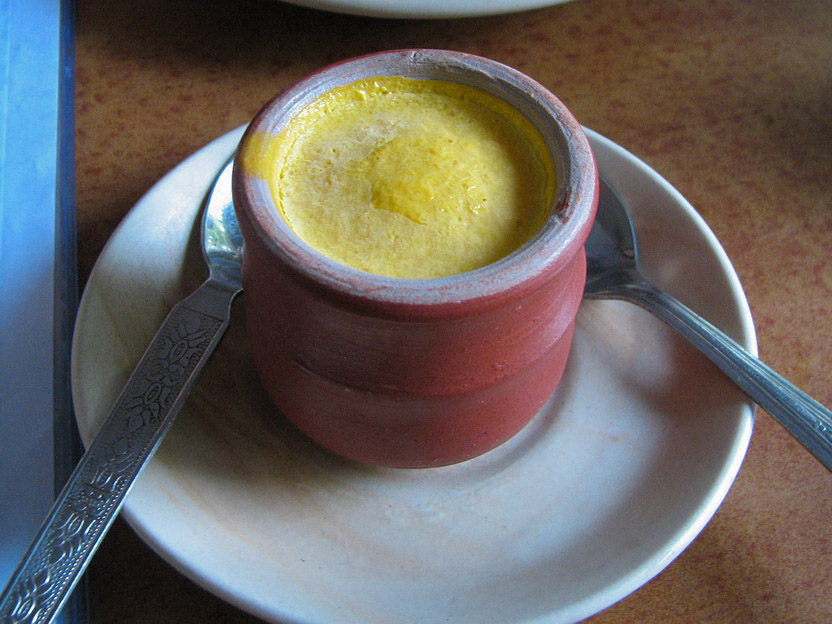
Кулфи